# TO YOU (斉藤由貴のアルバム)
『TO YOU』（トゥ・ユー）は、斉藤由貴通算7枚目のスタジオ・アルバム。1988年12月7日発売。発売元はポニーキャニオン。オリコン最高位は12位で、売上枚数は7.6万枚。

## 概要
クリスマスの企画アルバムとして制作された。収録曲のタイトルは1曲目を除き″5W1H″の形式になっており、「When」と「Why」の2曲は全て英語の歌詞である。「Where 〜金色の夜〜」のみ本人が作詞した曲であり、「暗闇の夜 きりさかれて 血を流す 恋がただ したかった」など彼女の個性を強く感じさせる部分がある。
1曲目「Ave Maria」は、FUJIFILM ″AXIAカセットテープ″ CMソングとして使用された。翌年11月リリースのシングル「Ave Maria〜Who」にはリミックスバージョンが収録された。
CDの品番には D30A0413（初回限定盤）と D24A0412 があり、両者ともクロス張り上製本仕様（全20頁）で箱入りのブックスタイルで、オリジナル・グリーティングカードを付属している。
前者のみ純金蒸着のGOLD DISCとなっている。ジャケットは真っ赤な地に本人の顔写真が中央部に小さめに掲載された、シンプルなデザインになっており、金色のCD帯には以下の文言が印刷されている。
- 表側
ゆっくりあったまってね、 100%ウールなぬくぬくアルバム。
由貴からあなたへ、そして愛する人へのプレゼント・ミニ・アルバム
クロス張り上製本スタイル（全20頁）オリジナル・グリーティングカードつき
- 裏側
中についているオリジナル・グリーティングカードにあなたのメッセージを書き込むと、愛する人へのプレゼントに最適!!
ミニ・ブック・スタイルの素敵な CD です。

## 収録曲

### CT
| 全編曲: 武部聡志。 |                                    |            |            |       |
| #                  | タイトル                           | 作詞       | 作曲       | 時間  |
| 1.                 | 「Ave Maria」                      | 堀内敬三   | C.Goonod   | 1:57  |
| 2.                 | 「How come 〜どうしてこうなの?〜」 | 蓮田ひろか | 渡辺格     | 4:14  |
| 3.                 | 「When」                           | BANDIT     | 山口美央子 | 3:46  |
| 4.                 | 「What」                           | 許瑛子     | 山口美央子 | 4:11  |
| 合計時間:          | 合計時間:                          | 合計時間:  | 合計時間:  | 14:08 |

| 全編曲: 武部聡志。 |                        |           |           |       |
| #                  | タイトル               | 作詞      | 作曲      | 時間  |
| 1.                 | 「Why」                | BANDIT    | 牧野信博  | 4:12  |
| 2.                 | 「Where 〜金色の夜〜」 | 斉藤由貴  | 上田知華  | 4:37  |
| 3.                 | 「Who」                | 田口俊    | 武部聡志  | 3:27  |
| 合計時間:          | 合計時間:              | 合計時間: | 合計時間: | 12:16 |

### CD
| 全編曲: 武部聡志。 |                                    |            |            |       |
| #                  | タイトル                           | 作詞       | 作曲       | 時間  |
| 1.                 | 「Ave Maria」                      | 堀内敬三   | C.Goonod   | 1:57  |
| 2.                 | 「How come 〜どうしてこうなの?〜」 | 蓮田ひろか | 渡辺格     | 4:14  |
| 3.                 | 「When」                           | BANDIT     | 山口美央子 | 3:46  |
| 4.                 | 「What」                           | 許瑛子     | 山口美央子 | 4:11  |
| 5.                 | 「Why」                            | BANDIT     | 牧野信博   | 4:12  |
| 6.                 | 「Where 〜金色の夜〜」             | 斉藤由貴   | 上田知華   | 4:37  |
| 7.                 | 「Who」                            | 田口俊     | 武部聡志   | 3:27  |
| 合計時間:          | 合計時間:                          | 合計時間:  | 合計時間:  | 26:24 |